# Ace Radio
A ACE Radio é uma empresa de rádio australiana que possui e opera várias estações de AM e FM em Victoria. O ACE Radio é de propriedade de Rowly & Judy Paterson e inclui 17 estações de rádio em Victoria e no sul de NSW, o jornal The Advertiser Weekly, que é uma entrega gratuita para os residentes de Wimmera, bem como para a agência de marketing digital ACE Digital. As emissoras de rádio ACE PTY LTD atualmente empregam mais de 240 pessoas.

## Ativos
| Indicativo de Chamada | Frequência | Gestão de marca    | Localização                   | Repetidores | Formato                     | Notas                                                                                    |
| --------------------- | ---------- | ------------------ | ----------------------------- | --- | --------------------------- | ---------------------------------------------------------------------------------------- |
| 2AY                   | 1494AM     | 2AY                | Albury, Nova Gales do Sul     | | Notícias Sucessos clássicos | Adquirido de Macquarie Regional RadioWorks em 2005                                       |
| 2MOR                  | 102.5FM    | Edge FM 102.5      | Deniliquin, Nova Gales do Sul | | Rádio hit contemporânea     | Anteriormente parte da North East Broadcasters que foi adquirida pela ACE Radio em 2017. |
| 2QN                   | 1521AM     | 2QN                | Deniliquin, Nova Gales do Sul | | Notícias Sucessos clássicos | Anteriormente parte da North East Broadcasters que foi adquirida pela ACE Radio em 2017. |
| 3CCS                  | 106.3FM    | Mixx FM 106.3      | Colac, Victoria               | 92.7FM - Lorne, Victoria 95.9FM - Apollo Bay, Victoria                                                                        | Rádio hit contemporânea     |                                                                                          |
| 3CS                   | 1134AM     | 3CS                | Colac, Victoria               | | Notícias Sucessos clássicos |                                                                                          |
| 3GV                   | 1242AM     | Gold1242 & Gold FM | Traralgon, Victoria           | 98.3FM - Bairnsdale, Victoria                                                                                                 | Sucessos clássicos          |                                                                                          |
| 3HA                   | 981AM      | 3HA/3HA FM         | Hamilton, Victoria            | 92.9FM - Portland, Victoria                                                                                                   | Notícias Sucessos clássicos |                                                                                          |
| 3HFM                  | 88.9FM     | Mixx FM 88.9       | Hamilton, Victoria            | 93.7FM - Portland, Victoria                                                                                                   | Rádio hit contemporânea     |                                                                                          |
| 3NE                   | 1566AM     | 3NE                | Wangaratta, Victoria          | 89.3FM - Mount Hotham, Victoria 90.1FM - Mount Beauty, Victoria 90.1FM- Myrtleford, Victoria 99.1FM - Mount Buffalo, Victoria | Notícias Sucessos clássicos | Anteriormente parte da North East Broadcasters que foi adquirida pela ACE Radio em 2017. |
| 3NNN                  | 102.1FM    | Edge FM 102.1      | Wangaratta, Victoria          | 92.1FM - Bright, Victoria 93.3FM - Mount Beauty, Victoria                                                                     | Rádio hit contemporânea     | Anteriormente parte da North East Broadcasters que foi adquirida pela ACE Radio em 2017. |
| 3SH                   | 1332AM     | 3SH                | Swan Hill, Victoria           | | Notícias Sucessos clássicos |                                                                                          |
| 3SHI                  | 107.7FM    | Mixx FM 107.7      | Swan Hill, Victoria           | 98.7FM - Kerang, Victoria | Rádio hit contemporânea     |                                                                                          |
| 3TFM                  | 99.5FM     | TRFM               | Traralgon, Victoria           | 99.9FM - Bairnsdale, Victoria                                                                                                 | Rádio hit contemporânea     |                                                                                          |
| 3WM                   | 1089AM     | 3WM                | Horsham, Victoria             | | Notícias Sucessos clássicos |                                                                                          |
| 3WWM                  | 101.3FM    | Mixx FM 101.3      | Horsham, Victoria             | 94.5FM - Nhill, Victoria 98.5FM - Ararat, Victoria                                                                            | Rádio hit contemporânea     |                                                                                          |
| 3YBFM                 | 94.5FM     | 3YB FM             | Warrnambool, Victoria         | | Sucessos clássicos          |                                                                                          |
| 3YFM                  | 95.3FM     | Coast FM           | Warrnambool, Victoria         | | Rádio hit contemporânea     |                                                                                          |